# Manuel Bergés Arderiu
Manuel Bergés Arderiu (Liñola, provincia de Lérida, 23 de septiembre de 1907 - París, 27 de junio de 1942) fue un maestro y guerrillero español que participó en la guerra civil española y en la Resistencia francesa durante la Segunda Guerra Mundial.

## Biografía
Profesor y miembro de los Juventudes Socialistas Unificadas de Cataluña (JSUC), posteriormente se afilió al Partido Socialista Unificado de Cataluña (PSUC). Combatió en el Ejército Popular de la República durante la guerra civil española. 
Con la Retirada y el comienzo de la Segunda Guerra Mundial, Bergés Arderiu entró en la resistencia francesa y fue dirigente de la Agrupación de Guerrilleros Españoles, colaborando estrechamente con José Miret Musté, Camins Salers y Louis Marrase.
El 27 de junio de 1942, la 3.ª Sección de la Dirección central de las informaciones generales de la prefectura de policía de París, lanzó un golpe contra una treintena de republicanos españoles comunistas; Manuel Bergés estaba en la lista bajo el nombre de Berger. A las cinco y media de la mañana, fue detenido en su domicilio en el número 23 de la calle Vicq-d'Azir (X distrito de París) y el mismo día, poco antes de las ocho de la tarde, fue declarado fallecido, oficialmente por suicidio.

## Homenajes
Una placa conmemorativa votada por unanimidad por el ayuntamiento de París está colocada en el número 23 de la calle Vicq-d'Azir, en el distrito X.